# Charles Lightoller
Charles Lightoller, född 30 mars 1874 i Chorley i Storbritannien, död 8 december 1952, var andre styrman på fartyget RMS Titanic, som förliste efter en kollision med ett isberg 1912, och den bland besättningen med högst rang som överlevde. Han var även med och deltog i de båda världskrigen, bland annat som officer.

## Biografi
Charles Lightoller liv som sjöman startade vid sekelskiftet då han blev fjärde styrman på White Star Lines skepp Medic. Han hade tidigare arbetat med Edward J. Smith på Majestic innan han mönstrade på Titanic.

När Titanic den 14 april kolliderade med ett isberg var Lightoller inte i tjänst. Förste styrman William Murdoch hade avlöst honom på bryggan och Lightoller tänkte gå till sängs. Han kände kollisionen men avvaktade tills fjärde styrman Joseph Boxhall kom till hans hytt och kallade honom till bryggan. Lightoller började sedan hjälpa till med evakueringen av passagerare och hade huvudansvaret för babordssidan. Han var kanske den striktaste av alla befäl när det gällde vilka som fick gå i livbåtarna, han tolkade kapten Edward Smiths order "kvinnor och barn i livbåtarna" som att inga vuxna män fick gå i, inte ens om det fanns tomma säten. Endast en manlig passagerare, majoren Arthur Godfrey Peuchen fick gå i en livbåt då han hade båtvana och kunde hjälpa sjömännen att ro. Alla andra manliga passagerare som fick gå i livbåtar gjorde detta på styrbordssidan där styrman Murdoch var mer tillåtande.

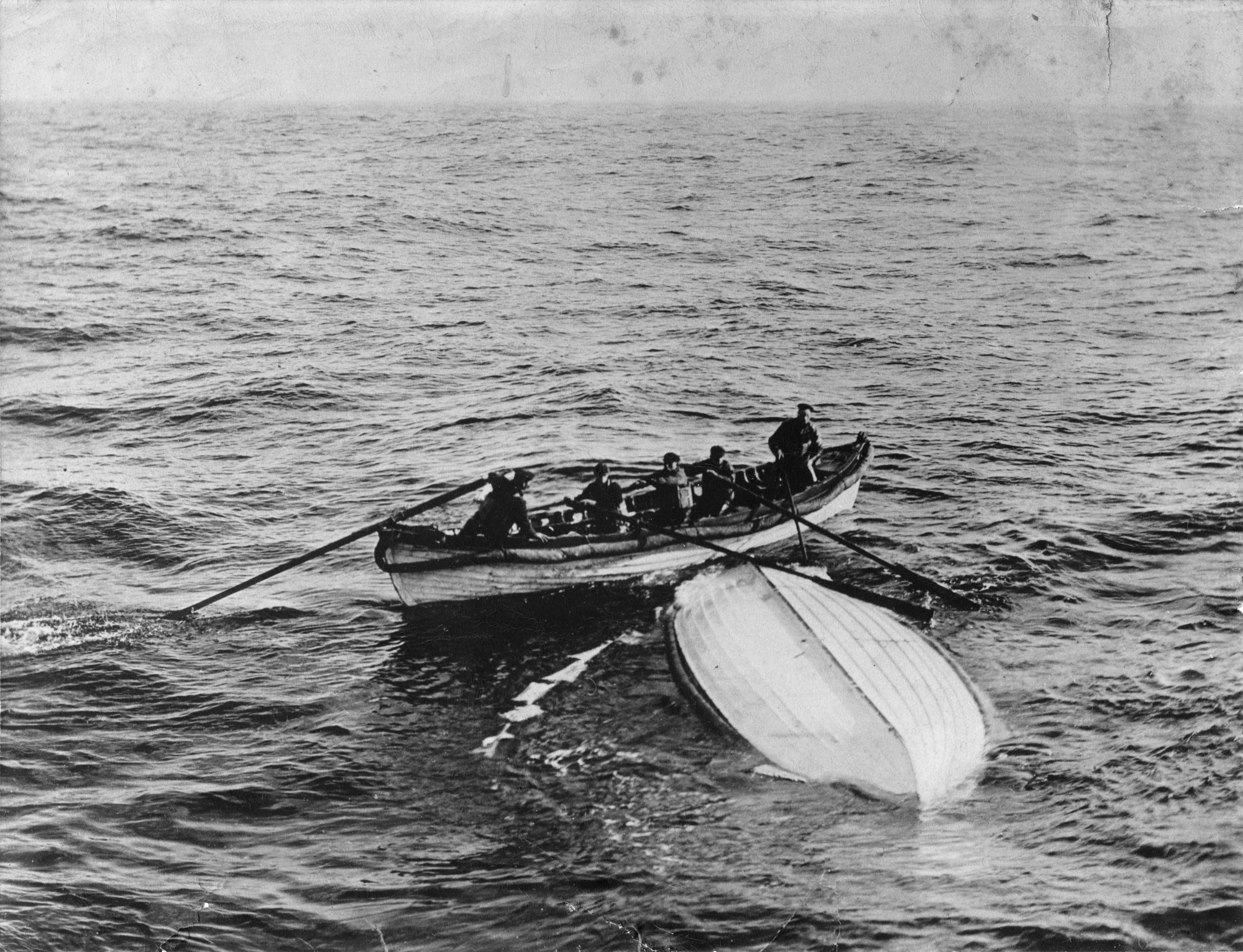
Livbåt B, den uppochnedvända båten, blev Charles Lightollers räddning. Bilden togs då båten återfanns och undersöktes efter förlisningen.

 När vattnet nådde upp till båtdäck dök han från taket av officershytterna. I havet såg han förmasten och började simma mot utkikskorgen som fortfarande var över ytan, men insåg att det inte var någon bra idé. Han hade en otrolig tur när Titanic sjönk, han höll först på att bli nedsugen i en ventil, men blev uppspolad, nära på uppskjuten ur det sjunkande skeppet av en "varmluftsexplosion", bara för att kort därefter vara snuddande nära att krossas av fartygets främsta skorsten som föll ner i havet.
Men kampen om överlevnad var ändå inte slut. Han fick kämpa på den uppochnedvända livbåten B som han lyckades simma fram till. Han tog befäl över båten där ytterligare ett trettiotal passagerare och besättningsmän, däribland telegrafisten Bride och överste Archibald Gracie, klängt sig fast. De räddades slutligen av två andra livbåtar, nummer 4 och 12, och på morgonen blev han upphämtad av RMS Carpathia. Lightoller som hamnade i livbåt 12 var den siste som togs ombord av alla som räddades.
Han var ett nyckelvittne i rättegångarna som följde efter förlisningen och vittnade om sina upplevelser i både USA och Storbritannien. Han ansåg att många olika faktorer lett fram till olyckan, bland annat att utkikarna saknat tillgång till kikare, och att havet på kvällen var det lugnaste han någonsin sett, vilket gjorde det extremt svårt att se föremål, så som ett isberg i vattnet.
Lightoller fortsatte sedan arbeta till sjöss under många år. Han dog den 8 december 1952 av högt blodtryck vid en ålder av 78 år.

## Populärkultur
- I filmen Titanics undergång från 1958 spelas Lightoller av den brittiske skådespelaren Kenneth More.
- I den James Cameron regisserade filmen Titanic från 1997 gestaltas Lightoller av Jonathan Phillips.